# Victor Démé
Victor Démé (Bobo-Dioulasso, 1962 – Bobo-Dioulasso, 21 settembre 2015) è stato un musicista e cantautore burkinabé.

## Biografia
Nacque nel 1962 a Bobo-Dioulasso in una famiglia mandingo. Suo padre era un sarto, sua madre una cantante popolare in città. Alla fine degli anni sessanta, dopo il colpo di Stato del 1966, fuggirono in Costa d'Avorio, nella capitale Abidjan. Qui, Victor Démé sì convertì al cristianesimo e fu battezzato. Iniziò, inoltre, ad esibirsi in vari locali della città con altri musicisti, in particolare la famosa band Super Mandé e il suo artista di punta Abdoulaye Diabaté.
Démé tornò in Burkina Faso nel 1988, beneficiando della rinnovata libertà artistica nel Paese; aveva 26 anni e acquisì notorietà. Nel 1989 partecipò ad un concorso del Centro culturale francese a Bobo-Dioulasso, che fu ritrasmesso da Radio France Internationale; l'anno seguente vinse il primo premio della Settimana nazionale della cultura (SNC) nella sua categoria, consolidando la sua fama. Vincerà nuovamente il premio nel 1994, suonando poi con orchestre rinomate, tra cui l'Echo de l'Africa e la Suprême Comenba, famosa a Ouagadougou. Tuttavia, dopo aver contratto un malattia gengivale, dovette interrompere la carriera musicale, valutando di tornare a praticare la professione del sarto, come suo padre. Dichiarerà in seguito che, non avendo né la disponibilità economica, né le conoscenze giuste per incidere un disco presso l'unico studio di registrazione in Burkina Faso, riteneva che ormai non avrebbe più potuto continuare la carriera da cantante.
Nel 2005, tuttavia, incontrò Camille Louvel, direttrice del OuagaJungle, un piccolo bar di Ouagadougou che organizzava concerti associativi. Nel 2007, il giornalista David Commeillas condusse un reportage sulla musica di Ouagadougou menzionando a lungo Démé e incoraggiandolo a pubblicare il suo album di debutto in studio all'età di 46 anni con il meglio dei suoi materiali: brani folk e blues, con influenze di salsa e flamenco. I suoi testi nella lingua dioula, una lingua mandingo parlata in Burkina Faso, Costa d'Avorio e in Mali, facevano appello alla solidarietà nazionale, al rispetto delle donne, all'importanza della cultura e mettevano in mostra la ricchezza del suo repertorio e della sua composizione musicale. Louvel e Commeillas fondarono l'etichetta parigina Chapa Blues Records e produssero nel 2007 il primo album di Victor Démé, intitolato Victor Démé. Il disco, che ha venduto 40 000 copie, includeva la canzone Djôn'maya. Il brano fu incluso tra le migliori canzoni del 2008 dalla rivista musicale inglese Songlines. Nel 2014 è stato poi remixato dal duo Synapson, riscuotendo un inaspettato successo su YouTube.
Nel 2010, Démé pubblicò il suo secondo album Deli, sempre con Chapa Blues Records. La stessa casa discografica ha pubblicato nel 2015 l'album postumo Yafaké. Il brano omonimo è stato utilizzato nella colonna sonora del film Quando hai 17 anni (2016) diretto da André Téchiné.
Démé è deceduto il 21 settembre 2015, all'età di 53 anni, nella sua città natale, a seguito di una crisi malarica.

## Discografia
- Yafaké, album, 2015 (etichetta: Chapa Blues Records)
- Deli, album , 2010 (etichetta: Chapa Blues Records)
- Victor Démé, album , 2008 (etichetta: Chapa Blues Records)